# Kvalspelet till Europamästerskapet i fotboll för damer 2022 (grupp D)
Kvalspelet till Europamästerskapet i fotboll för damer 2022 (grupp D) spelades från 30 augusti 2019 till februari 2021.

## Tabell
| Nr | Lag          | S | V | O | F | GM | IM | MS  | P  |
| -- | ------------ | - | - | - | - | -- | -- | --- | -- |
| 1  | Spanien      | 8 | 7 | 1 | 0 | 48 | 1  | +47 | 22 |
| 2  | Tjeckien     | 8 | 5 | 1 | 2 | 24 | 9  | +15 | 16 |
| 3  | Polen        | 8 | 4 | 2 | 2 | 16 | 5  | +11 | 14 |
| 4  | Moldavien    | 8 | 1 | 0 | 7 | 3  | 43 | −40 | 3  |
| 5  | Azerbajdzjan | 8 | 1 | 0 | 7 | 2  | 35 | −33 | 3  |

## Matcher
|             | 30 augusti 2019 | Moldavien | 0 – 7           | Tjeckien | Zimbru Stadium                                          |                                                         |
| 19:00 UTC+9 | 19:00 UTC+9     |           | (0 – 3) Rapport | 28′ (str.), 38′ Kateřina Svitková 41′ Petra Bertholdová 49′ Lucie Martínková 53′ Klára Cahynová 73′ Andrea Stašková 85′ Lucie Voňková | Chișinău Publik: 370 Domare: Jelena Cvetković (Serbien) | Chișinău Publik: 370 Domare: Jelena Cvetković (Serbien) |
| 19:00 UTC+9 | 19:00 UTC+9     |           |                 | | Chișinău Publik: 370 Domare: Jelena Cvetković (Serbien) | Chișinău Publik: 370 Domare: Jelena Cvetković (Serbien) |
| 19:00 UTC+9 | 19:00 UTC+9     |           |                 | | Chișinău Publik: 370 Domare: Jelena Cvetković (Serbien) | Chișinău Publik: 370 Domare: Jelena Cvetković (Serbien) |

|             | 4 oktober 2019 | Spanien                                                              | 4 – 0           | Azerbajdzjan | Estadio Riazor                                       |                                                      |
| 21:30 UTC+2 | 21:30 UTC+2    | Patricia Guijarro 8′ Virginia Torrecilla 26′ Aitana Bonmatí 54′, 76′ | (2 – 0) Rapport |              | A Coruña Publik: 10 444 Domare: Paula Brady (Irland) | A Coruña Publik: 10 444 Domare: Paula Brady (Irland) |
| 21:30 UTC+2 | 21:30 UTC+2    |                                                                      |                 |              | A Coruña Publik: 10 444 Domare: Paula Brady (Irland) | A Coruña Publik: 10 444 Domare: Paula Brady (Irland) |
| 21:30 UTC+2 | 21:30 UTC+2    |                                                                      |                 |              | A Coruña Publik: 10 444 Domare: Paula Brady (Irland) | A Coruña Publik: 10 444 Domare: Paula Brady (Irland) |

|             | 8 oktober 2019 | Tjeckien          | 1 – 5           | Spanien                                                                                                   | Ďolíček                                            |                                                    |
| 19:00 UTC+2 | 19:00 UTC+2    | Lucie Voňková 89′ | (0 – 4) Rapport | 7′ (sjm.) Jana Sedláčková 11′ Mariona Caldentey 23′ Aitana Bonmatí 35′ Irene Paredes 79′ Jennifer Hermoso | Prag Publik: 1 895 Domare: Tess Olofsson (Sverige) | Prag Publik: 1 895 Domare: Tess Olofsson (Sverige) |
| 19:00 UTC+2 | 19:00 UTC+2    |                   |                 | | Prag Publik: 1 895 Domare: Tess Olofsson (Sverige) | Prag Publik: 1 895 Domare: Tess Olofsson (Sverige) |
| 19:00 UTC+2 | 19:00 UTC+2    |                   |                 | | Prag Publik: 1 895 Domare: Tess Olofsson (Sverige) | Prag Publik: 1 895 Domare: Tess Olofsson (Sverige) |

|             | 7 november 2019 | Azerbajdzjan | 0 – 4           | Tjeckien                                                      | Bayil Arena                                      |                                                  |
| 19:00 UTC+4 | 19:00 UTC+4     |              | (0 – 1) Rapport | 36′, 69′ Lucie Voňková 60′ Andrea Stašková 73′ Kamila Dubcová | Baku Publik: 550 Domare: Maria Marotta (Italien) | Baku Publik: 550 Domare: Maria Marotta (Italien) |
| 19:00 UTC+4 | 19:00 UTC+4     |              |                 |                                                               | Baku Publik: 550 Domare: Maria Marotta (Italien) | Baku Publik: 550 Domare: Maria Marotta (Italien) |
| 19:00 UTC+4 | 19:00 UTC+4     |              |                 |                                                               | Baku Publik: 550 Domare: Maria Marotta (Italien) | Baku Publik: 550 Domare: Maria Marotta (Italien) |

|             | 10 november 202 | Moldavien                                                  | 3 – 1           | Azerbajdzjan        | Zimbru Stadium                                        |                                                       |
| 16:00 UTC+2 | 16:00 UTC+2     | Carolina Țabur 24′ Natalia Munteanu 50′ (str.), 62′ (str.) | (1 – 1) Rapport | 39′ Alina Dorofeeva | Chișinău Publik: 1 195 Domare: Katalin Sipos (Ungern) | Chișinău Publik: 1 195 Domare: Katalin Sipos (Ungern) |
| 16:00 UTC+2 | 16:00 UTC+2     |                                                            |                 |                     | Chișinău Publik: 1 195 Domare: Katalin Sipos (Ungern) | Chișinău Publik: 1 195 Domare: Katalin Sipos (Ungern) |
| 16:00 UTC+2 | 16:00 UTC+2     |                                                            |                 |                     | Chișinău Publik: 1 195 Domare: Katalin Sipos (Ungern) | Chișinău Publik: 1 195 Domare: Katalin Sipos (Ungern) |

|             | 12 november 2019 | Polen | 0 – 0   | Spanien | Arena Lublin                                         |                                                      |
| 18:00 UTC+1 | 18:00 UTC+1      |       | Rapport |         | Lublin Publik: 7 528 Domare: Frida Nielsen (Danmark) | Lublin Publik: 7 528 Domare: Frida Nielsen (Danmark) |
| 18:00 UTC+1 | 18:00 UTC+1      |       |         |         | Lublin Publik: 7 528 Domare: Frida Nielsen (Danmark) | Lublin Publik: 7 528 Domare: Frida Nielsen (Danmark) |
| 18:00 UTC+1 | 18:00 UTC+1      |       |         |         | Lublin Publik: 7 528 Domare: Frida Nielsen (Danmark) | Lublin Publik: 7 528 Domare: Frida Nielsen (Danmark) |

|             | 7 mars 2020 | Polen                                                                   | 5 – 0           | Moldavien | Stadion Polonii Warszawa                            |                                                     |
| 18:00 UTC+1 | 18:00 UTC+1 | Aleksandra Sikora 9′ Ewa Pajor 27′, 34′, 86′ Katarzyna Daleszczyk 45+2′ | (4 – 0) Rapport |           | Warszawa Domare: Lizzy van Der Helm (Nederländerna) | Warszawa Domare: Lizzy van Der Helm (Nederländerna) |
| 18:00 UTC+1 | 18:00 UTC+1 |                                                                         |                 |           | Warszawa Domare: Lizzy van Der Helm (Nederländerna) | Warszawa Domare: Lizzy van Der Helm (Nederländerna) |
| 18:00 UTC+1 | 18:00 UTC+1 |                                                                         |                 |           | Warszawa Domare: Lizzy van Der Helm (Nederländerna) | Warszawa Domare: Lizzy van Der Helm (Nederländerna) |

|             | 11 mars 2020 | Azerbajdzjan | 0 – 5           | Polen                                                                  | Ask Arena                                  |                                            |
| 18:00 UTC+4 | 18:00 UTC+4  |              | (0 – 2) Rapport | 19′, 90+1′ Ewa Pajor 44′, 90+3′ Aleksandra Sikora 90′ Agata Tarczyńska | Baku Domare: Cristina Trandafir (Rumänien) | Baku Domare: Cristina Trandafir (Rumänien) |
| 18:00 UTC+4 | 18:00 UTC+4  |              |                 |                                                                        | Baku Domare: Cristina Trandafir (Rumänien) | Baku Domare: Cristina Trandafir (Rumänien) |
| 18:00 UTC+4 | 18:00 UTC+4  |              |                 |                                                                        | Baku Domare: Cristina Trandafir (Rumänien) | Baku Domare: Cristina Trandafir (Rumänien) |

|             | 18 september 2020 | Tjeckien | 0 – 0   | Polen | Letní stadion                                   |                                                 |
| 18:15 UTC+2 | 18:15 UTC+2       |          | Rapport |       | Chomutov Domare: Shona Shukrula (Nederländerna) | Chomutov Domare: Shona Shukrula (Nederländerna) |
| 18:15 UTC+2 | 18:15 UTC+2       |          |         |       | Chomutov Domare: Shona Shukrula (Nederländerna) | Chomutov Domare: Shona Shukrula (Nederländerna) |
| 18:15 UTC+2 | 18:15 UTC+2       |          |         |       | Chomutov Domare: Shona Shukrula (Nederländerna) | Chomutov Domare: Shona Shukrula (Nederländerna) |

|             | 19 september 2020 | Moldavien | 0 – 9           | Spanien | Stadionul Zimbru                            |                                             |
| 20:00 UTC+3 | 20:00 UTC+3       |           | (0 – 5) Rapport | 6′, 38′ Lucía García 9′ (sjm.) Anastasia Sivolobova 27′, 53′, 81′ (str.) Mariona Caldentey 35′ Jennifer Hermoso 50′ Alba Redondo 76′ Patricia Guijarro | Chisinau Domare: Jelena Pejković (Kroatien) | Chisinau Domare: Jelena Pejković (Kroatien) |
| 20:00 UTC+3 | 20:00 UTC+3       |           |                 | | Chisinau Domare: Jelena Pejković (Kroatien) | Chisinau Domare: Jelena Pejković (Kroatien) |
| 20:00 UTC+3 | 20:00 UTC+3       |           |                 | | Chisinau Domare: Jelena Pejković (Kroatien) | Chisinau Domare: Jelena Pejković (Kroatien) |

|             | 22 september 2020 | Polen | 0 – 2           | Tjeckien                               | Stadion Miejski                                     |                                                     |
| 18:00 UTC+2 | 18:00 UTC+2       |       | (0 – 1) Rapport | 28′ Andrea Stašková 70′ Kamila Dubcová | Bielsko Biala Domare: Iuliana Demetrescu (Rumänien) | Bielsko Biala Domare: Iuliana Demetrescu (Rumänien) |
| 18:00 UTC+2 | 18:00 UTC+2       |       |                 |                                        | Bielsko Biala Domare: Iuliana Demetrescu (Rumänien) | Bielsko Biala Domare: Iuliana Demetrescu (Rumänien) |
| 18:00 UTC+2 | 18:00 UTC+2       |       |                 |                                        | Bielsko Biala Domare: Iuliana Demetrescu (Rumänien) | Bielsko Biala Domare: Iuliana Demetrescu (Rumänien) |

|             | 23 oktober 2020 | Polen                                                | 3 – 0           | Azerbajdzjan | Konwiktorska Street Municipal Stadium      |                                            |
| 17:00 UTC+2 | 17:00 UTC+2     | Małgorzata Mesjasz 41′ Weronika Zawistowska 47′, 65′ | (1 – 0) Rapport |              | Warszawa Domare: Tanja Subotič (Slovenien) | Warszawa Domare: Tanja Subotič (Slovenien) |
| 17:00 UTC+2 | 17:00 UTC+2     |                                                      |                 |              | Warszawa Domare: Tanja Subotič (Slovenien) | Warszawa Domare: Tanja Subotič (Slovenien) |
| 17:00 UTC+2 | 17:00 UTC+2     |                                                      |                 |              | Warszawa Domare: Tanja Subotič (Slovenien) | Warszawa Domare: Tanja Subotič (Slovenien) |

|             | 23 oktober 2020 | Spanien                                                                         | 4 – 0           | Tjeckien | Estadio de La Cartuja                  |                                        |
| 21:00 UTC+1 | 21:00 UTC+1     | Esther González 1′ Patricia Guijarro 25′ Aitana Bonmatí 34′ Alexia Putellas 53′ | (3 – 0) Rapport |          | Sevilla Domare: Sara Persson (Sverige) | Sevilla Domare: Sara Persson (Sverige) |
| 21:00 UTC+1 | 21:00 UTC+1     |                                                                                 |                 |          | Sevilla Domare: Sara Persson (Sverige) | Sevilla Domare: Sara Persson (Sverige) |
| 21:00 UTC+1 | 21:00 UTC+1     |                                                                                 |                 |          | Sevilla Domare: Sara Persson (Sverige) | Sevilla Domare: Sara Persson (Sverige) |

|             | 27 oktober 2020 | Moldavien | 0 – 3           | Polen                                                                | Zimbru Stadium                                     |                                                    |
| 15:00 UTC+3 | 15:00 UTC+3     |           | (0 – 2) Rapport | 16′ Paulina Dudek 40′ (str.) Adriana Achcińska 71′ Dominika Kopińska | Chișinău Domare: Ivana Projkovska (Nordmakedonien) | Chișinău Domare: Ivana Projkovska (Nordmakedonien) |
| 15:00 UTC+3 | 15:00 UTC+3     |           |                 |                                                                      | Chișinău Domare: Ivana Projkovska (Nordmakedonien) | Chișinău Domare: Ivana Projkovska (Nordmakedonien) |
| 15:00 UTC+3 | 15:00 UTC+3     |           |                 |                                                                      | Chișinău Domare: Ivana Projkovska (Nordmakedonien) | Chișinău Domare: Ivana Projkovska (Nordmakedonien) |

|             | 27 oktober 2020 | Tjeckien                                                           | 3 – 0           | Azerbajdzjan | Letní stadion                          |                                        |
| 17:00 UTC+1 | 17:00 UTC+1     | Klára Cahynová 27′ Tereza Krejčiříková 52′ Tereza Szewieczková 64′ | (1 – 0) Rapport |              | Chomutov Domare: Eszter Urbán (Ungern) | Chomutov Domare: Eszter Urbán (Ungern) |
| 17:00 UTC+1 | 17:00 UTC+1     |                                                                    |                 |              | Chomutov Domare: Eszter Urbán (Ungern) | Chomutov Domare: Eszter Urbán (Ungern) |
| 17:00 UTC+1 | 17:00 UTC+1     |                                                                    |                 |              | Chomutov Domare: Eszter Urbán (Ungern) | Chomutov Domare: Eszter Urbán (Ungern) |

|             | 27 november 2020 | Spanien | 10 – 0          | Moldavien | La Ciudad del Fútbol                          |                                               |
| 21:00 UTC+1 | 21:00 UTC+1      | Aitana Bonmatí 7′, 30′ Jennifer Hermoso 13′, 25′, 87′ (str.) Mariona Caldentey 28′ (str.) Dumitrița Prisăcari 45+2′ (sjm.) Alexia Putellas 57′ Patricia Guijarro 71′ Eva Navarro 84′ | (6 – 0) Rapport |           | Madrid Domare: Shona Shukrula (Nederländerna) | Madrid Domare: Shona Shukrula (Nederländerna) |
| 21:00 UTC+1 | 21:00 UTC+1      | |                 |           | Madrid Domare: Shona Shukrula (Nederländerna) | Madrid Domare: Shona Shukrula (Nederländerna) |
| 21:00 UTC+1 | 21:00 UTC+1      | |                 |           | Madrid Domare: Shona Shukrula (Nederländerna) | Madrid Domare: Shona Shukrula (Nederländerna) |

|             | 1 december 2020 | Tjeckien | 7 – 0           | Moldavien | Letní stadion                                   |                                                 |
| 15:00 UTC+1 | 15:00 UTC+1     | Andrea Stašková 14′, 54′ Klára Cahynová 17′ Jana Sedláčková 26′ Kateřina Svitková 36′ Kamila Dubcová 43′ Miroslava Mrázová 90+3′ | (5 – 0) Rapport |           | Chomutov Domare: Florence Guillemin (Frankrike) | Chomutov Domare: Florence Guillemin (Frankrike) |
| 15:00 UTC+1 | 15:00 UTC+1     | |                 |           | Chomutov Domare: Florence Guillemin (Frankrike) | Chomutov Domare: Florence Guillemin (Frankrike) |
| 15:00 UTC+1 | 15:00 UTC+1     | |                 |           | Chomutov Domare: Florence Guillemin (Frankrike) | Chomutov Domare: Florence Guillemin (Frankrike) |

|             | 18 februari 2021 | Azerbajdzjan | 00 – 13         | Spanien | Ask Arena                            |                                      |
| 20:00 UTC+4 | 20:00 UTC+4      |              | (0 – 6) Rapport | 21′, 24′, 30′, 31′, 87′ Esther González 33′, 43′, 67′, 82′, 90+3′ Jennifer Hermoso 57′ Mariona Caldentey 75′ Eva Navarro 84′ Nerea Eizagirre | Baku Domare: Maria Marotta (Italien) | Baku Domare: Maria Marotta (Italien) |
| 20:00 UTC+4 | 20:00 UTC+4      |              |                 | | Baku Domare: Maria Marotta (Italien) | Baku Domare: Maria Marotta (Italien) |
| 20:00 UTC+4 | 20:00 UTC+4      |              |                 | | Baku Domare: Maria Marotta (Italien) | Baku Domare: Maria Marotta (Italien) |

|             | 23 februari 2021 | Azerbajdzjan      | 1 – 0   | Moldavien | Ask Arena                                  |                                            |
| 18:00 UTC+4 | 18:00 UTC+4      | Aysun Aliyeva 46′ | Rapport |           | Baku Domare: Iuliana Demetrescu (Rumänien) | Baku Domare: Iuliana Demetrescu (Rumänien) |
| 18:00 UTC+4 | 18:00 UTC+4      |                   |         |           | Baku Domare: Iuliana Demetrescu (Rumänien) | Baku Domare: Iuliana Demetrescu (Rumänien) |
| 18:00 UTC+4 | 18:00 UTC+4      |                   |         |           | Baku Domare: Iuliana Demetrescu (Rumänien) | Baku Domare: Iuliana Demetrescu (Rumänien) |

|             | 23 februari 2021 | Spanien                                       | 3 – 0           | Polen | La Ciudad del Fútbol                             |                                                  |
| 19:00 UTC+1 | 19:00 UTC+1      | Esther González 24′, 69′ María Pilar León 87′ | (1 – 0) Rapport |       | Madrid Domare: Anastasia Pustovoitova (Ryssland) | Madrid Domare: Anastasia Pustovoitova (Ryssland) |
| 19:00 UTC+1 | 19:00 UTC+1      |                                               |                 |       | Madrid Domare: Anastasia Pustovoitova (Ryssland) | Madrid Domare: Anastasia Pustovoitova (Ryssland) |
| 19:00 UTC+1 | 19:00 UTC+1      |                                               |                 |       | Madrid Domare: Anastasia Pustovoitova (Ryssland) | Madrid Domare: Anastasia Pustovoitova (Ryssland) |

## Anmärkningslista
1. ↑  Matchen mellan Tjeckien och Polen var ursprungligen planerad att spelas den 3 september 2019 kl. 17:30 UTC+2 på Městský fotbalový stadion Miroslava Valenty, Uherské Hradiště men sköts upp på grund av matförgiftning i det tjeckiska landslaget.[1]
2. 1 2 3 4 5 6 7 8 9  Alla matcher var ursprungligen planerade att spelas under april, juni och september 2020 men fick skjutas upp på grund av coronavirusutbrottet.